# Stentjärnarna (Enångers socken, Hälsingland)
Stentjärnarna är en sjö i Hudiksvalls kommun i Hälsingland och ingår i Nianån-Norralaåns kustområde.